# Фоча (Боснія)
Фоча (босн. Foča, серб. Фоча) — місто на південному сході Боснії і Герцеговини на річці Дрина, в Республіці Сербській, адміністративний центр однойменного муніципалітету та найбільше місто однойменного регіону — одного з 7 регіонів Республіки Сербської.
У добу Середньовіччя Фоча була торговельним центром і караван-сараєм, оскільки через місто проходив знаменитий торговельний шлях з Рагузи до Царгорода — славнозвісний дубровницький шлях (італ. Via Drine).

## Географія
Фоча розташована на кордоні з Чорногорією і Сербією, на перехресті скелястої Герцеговини і лісистої Боснії біля витоку річки Дрина на місці впадіння в Дрину річки Чехотіна. Лежить на висоті близько 400 метрів над рівнем моря.
На території муніципалітету Фоча розташована найвища точка БіГ — гора Маглич (2386 м), знаходиться єдиний у БіГ і найбільший в Європі первісний ліс Перучиця в межах Національного парку «Сутьєска», єдиний на річці Тара каньйон, за глибиною найбільший в Європі і другий у світі, що майже не поступається Гранд-Каньйону в США.

### Клімат
Місто знаходиться у зоні, котра характеризується морським кліматом. Найтепліший місяць — серпень із середньою температурою 18 °C. Найхолодніший місяць — січень, із середньою температурою -2 °С.
| Клімат Фочі                   | Клімат Фочі | Клімат Фочі | Клімат Фочі | Клімат Фочі | Клімат Фочі | Клімат Фочі | Клімат Фочі | Клімат Фочі | Клімат Фочі | Клімат Фочі | Клімат Фочі | Клімат Фочі | Клімат Фочі |
| Показник                      | Січ.        | Лют.        | Бер.        | Квіт.       | Трав.       | Черв.       | Лип.        | Серп.       | Вер.        | Жовт.       | Лист.       | Груд.       | Рік         |
| Середній максимум, °C         | 2           | 3           | 7           | 12          | 16          | 21          | 24          | 25          | 20          | 15          | 11          | 4           | 13,3        |
| Середня температура, °C       | −2          | −1          | 2           | 7           | 10          | 15          | 17          | 18          | 14          | 10          | 6           | 0           | 8,2         |
| Середній мінімум, °C          | −5          | −4          | −2          | 2           | 5           | 9           | 10          | 11          | 8           | 5           | 2           | −3          | 3,2         |
| Норма опадів, мм              | 247.6       | 220.6       | 200.9       | 167.7       | 183.3       | 165.4       | 111.1       | 80.9        | 111.2       | 180.4       | 260.6       | 231.6       | 2161.3      |
| Днів з дощем                  | 9           | 9           | 10          | 10          | 13          | 12          | 8           | 5           | 7           | 7           | 9           | 10          | 109         |
| Вологість повітря, %          | 88          | 89          | 84          | 79          | 78          | 76          | 70          | 67          | 74          | 80          | 84          | 86          | 79.6        |
| ----------------------------- | ----------- | ----------- | ----------- | ----------- | ----------- | ----------- | ----------- | ----------- | ----------- | ----------- | ----------- | ----------- | ----------- |
| Джерело: World Weather Online |             |             |             |             |             |             |             |             |             |             |             |             |             |

## Назва і політика
У Середні віки місто згадувалося під такими писемними назвами Choçe, Coçça, Choza, Coçe, Chozza, Coza, Chotza, Hoča, Hotča, приміром, в липні 1444 р. записується як Хотче, в серпні 1467 р. — Хотча. Припускають, що назва Хоча i Хотча походить від власного імені Хотко, яке сягає корінням до праслов'янського дієслова hotjeti.
У квітні 1992 року після захоплення міста військами боснійських сербів почалися етнічні чистки серед боснійських мусульман, які увінчалися в січні 1994 року зміною самої назви міста і муніципалітету на Србінє , що Конституційний суд БіГ визнав незаконним і дискримінаційним в лютому 2004 року, і Фочі було повернуто давню назву.

## Демографія

### Національний склад муніципалітету Фоча
За останнім офіційним переписом населення 1991 р., громада Фоча мала 40 513 мешканців, розподілених по 120 населених пунктах.
| Населення муніципалітету Фоча |                 |                 |                 |
| рік перепису                  | 1991            | 1981            | 1971            |
| мусульмани                    | 20 790 (51,31%) | 23 316 (52,20%) | 25 766 (52,86%) |
| серби                         | 18 315 (45,20%) | 18 908 (42,33%) | 21 458 (44,02%) |
| хорвати                       | 94 (0,23%)      | 141 (0,31%)     | 218 (0,44%)     |
| югослави                      | 463 (1,14%)     | 1 069 (2,39%)   | 102 (0,20%)     |
| інші і невизначені            | 851 (2,10%)     | 1 227 (2,74%)   | 1 197 (2,45%)   |
| всього                        | 40 513          | 44 661          | 48 741          |

### Національний склад міста Фоча
| Фоча               |                |                |                |
| рік перепису       | 1991           | 1981           | 1971           |
| серби              | 7 901 (55,11%) | 5 663 (49,11%) | 4 148 (44,80%) |
| боснійці           | 5 526 (38,54%) | 4 414 (38,28%) | 4 309 (46,54%) |
| хорвати            | 74 (0,51%)     | 87 (0,75%)     | 152 (1,64%)    |
| югослави           | 312 (2,17%)    | 677 (5,87%)    | 50 (0,54%)     |
| інші і невизначені | 522 (3,64%)    | 689 (5,97%)    | 598 (6,45%)    |
| всього             | 14 335         | 11 530         | 9 257          |

## Уродженці Фочі
- Баздуль-Хубіяр Нура — боснійська письменниця, поетеса, драматург.